# Badminton aux Jeux méditerranéens de 2013
Navigation
Tarragone 2018
Les compétitions de badminton aux Jeux méditerranéens de 2013 se déroulent à Mersin en Turquie. Il s'agit de la première apparition de ce sport au programme des Jeux méditerranéens.

## Podiums
| Épreuves | Or                                           | Argent                              | Bronze                                      |
| -------- | -------------------------------------------- | ----------------------------------- | ------------------------------------------- |
| Hommes   |                                              |                                     |                                             |
| Simple   | Brice Leverdez                               | Pablo Abián                         | Matthieu Lo Ying Ping                       |
| Double   | Croatie Zvonimir Đurkinjak Zvonimir Hölbling | Turquie Emre Arslan Hüseyin Oruç    | France Baptiste Carême Gaëtan Mittelheisser |
| Femmes   |                                              |                                     |                                             |
| Simple   | Neslihan Yiğit                               | Özge Bayrak                         | Maja Tvrdy                                  |
| Double   | Turquie Neslihan Yiğit Özge Bayrak           | France Émilie Lefel Audrey Fontaine | Slovénie Maja Tvrdy Nika Končut             |

## Tableau des médailles
| Rang | Nation   | Or | Argent | Bronze | Total |
| ---- | -------- | -- | ------ | ------ | ----- |
| 1    | Turquie  | 2  | 2      | 0      | 4     |
| 2    | France   | 1  | 1      | 2      | 4     |
| 3    | Croatie  | 1  | 0      | 0      | 1     |
| 4    | Espagne  | 0  | 1      | 0      | 1     |
| 5    | Slovénie | 0  | 0      | 2      | 2     |
|      | Total    | 4  | 4      | 4      | 12    |